# 2974 Holden
2974 Holden је астероид главног астероидног појаса са средњом удаљеношћу од Сунца која износи 2,312 астрономских јединица (АЈ).
Апсолутна магнитуда астероида је 13,9.